# Grupos de Combate da União Europeia

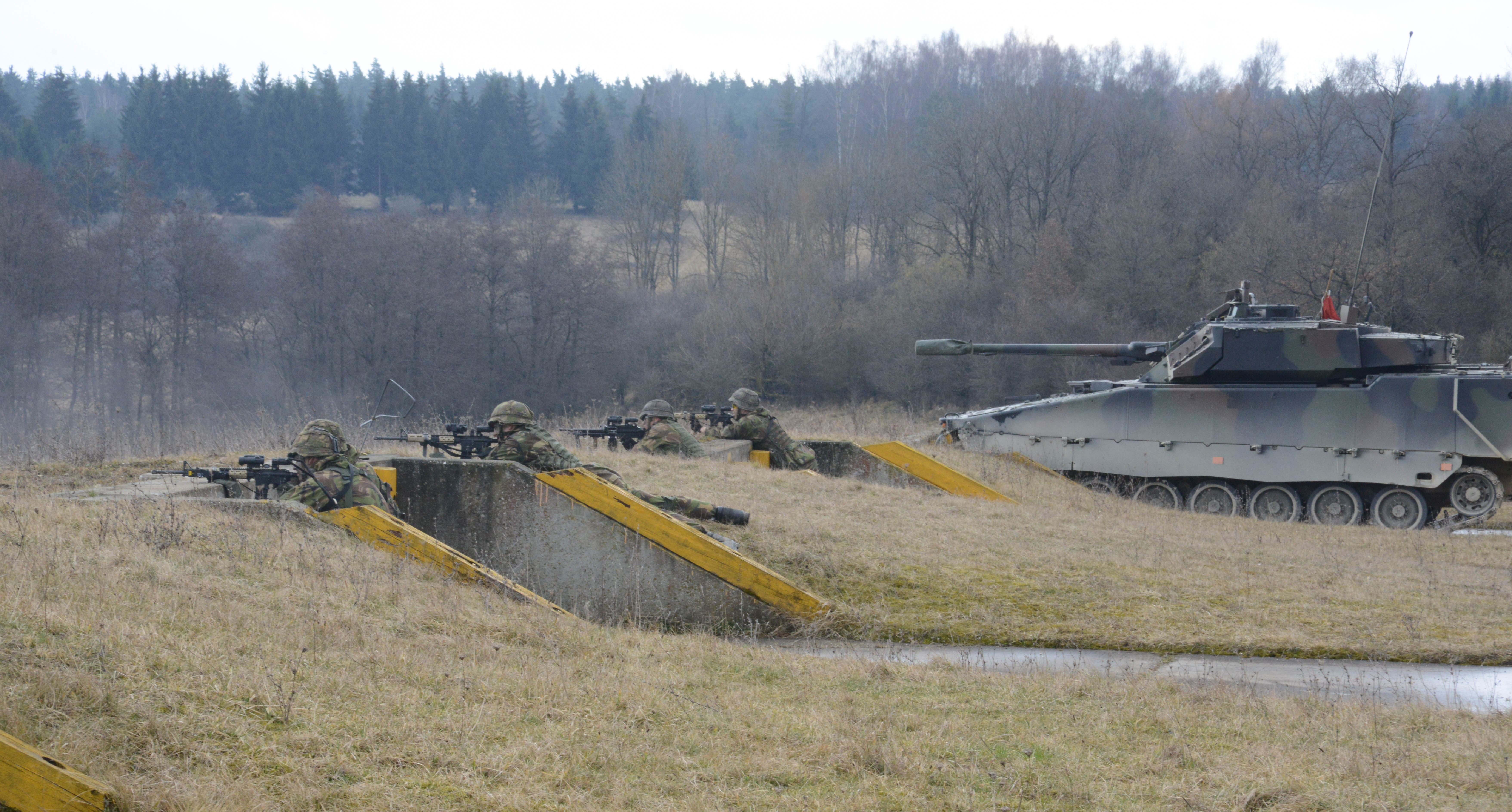
Tropas europeias num exércício de treinamento EUBG 2014 II.

Os Grupos de Combate da União Europeia — em inglês:European Union Battlegroups — também designados pela sigla EU BG, são forças táticas de combate da União Europeia concebidas para entrar em ação 10 dias depois de uma decisão da União Europeia, tendo uma capacidade de autonomia de 30 a 120 dias, e uma capacidade de deslocação até 6000 km de distância de Bruxelas.

Desde 2007, a União Europeia tem permanentemente dois Grupos de Combate em estado de prevenção por períodos de seis meses. Cada um destes grupos de combate tem cerca de 1500 homens.